# Сант-Анджело-Муксаро
Сант-Анджело-Муксаро (італ. Sant'Angelo Muxaro, сиц. Sant'Àngilu Muxaru) — муніципалітет в Італії, у регіоні Сицилія,  провінція Агрідженто.
Сант-Анджело-Муксаро розташований на відстані близько 500 км на південь від Рима, 75 км на південь від Палермо, 19 км на північ від Агрідженто.
Населення — 1395 осіб (2014).
Щорічний фестиваль відбувається 16 серпня. Покровитель — Sant'Angelo.

## Демографія
Населення за роками:

Станом на 1 січня 2023 року в муніципалітеті офіційно проживало 30 іноземців з 7 країн, серед них 15 громадян країн Євросоюзу та 4 громадяни України.

## Сусідні муніципалітети
- Агрідженто
- Алессандрія-делла-Рокка
- Арагона
- Кастельтерміні
- Каттоліка-Ераклеа
- Чанчана
- Раффадалі
- Сан-Б'яджо-Платані
- Санта-Елізабетта